# Maximilian Florian

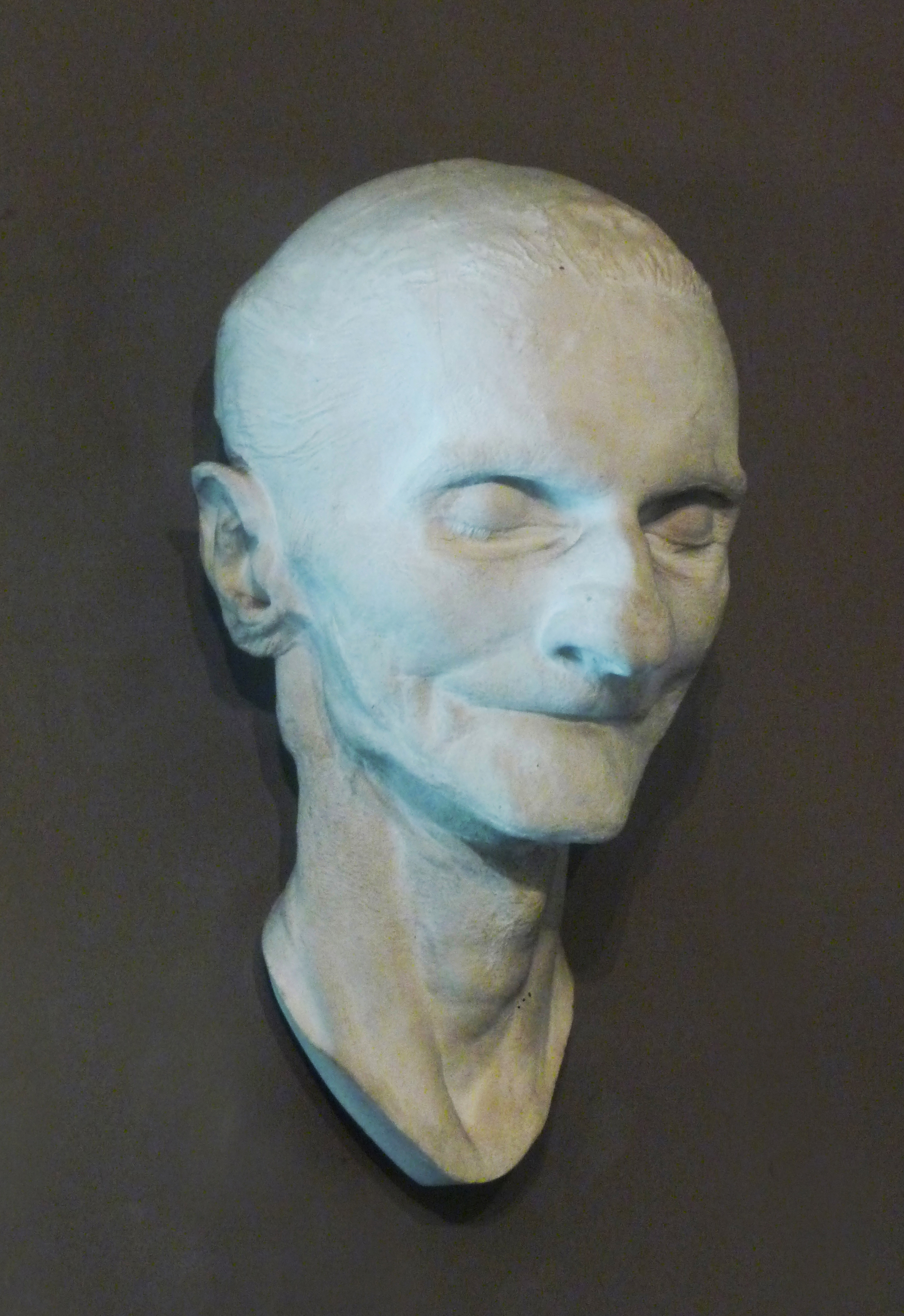
Maximilian Florian, Totenmaske

Maximilian Florian (* 20. Dezember 1901 in Klagenfurt; † 24. Jänner 1982 in Klosterneuburg) war ein österreichischer Landschafts-, Stillleben- und Porträtmaler. Er zählt zu den Malern der „Kärntner Gruppe“, der auch Franz Wiegele, Anton Kolig, Herbert Boeckl angehören. 

## Leben und Werk
Maximilian Florian wurde am 20. Dezember 1901 im Zentrum von Klagenfurt, in der Sterneckstrasse 8, als zweites von drei Kindern von Mutter Katharina (geborene Krahsnig) und Vater Josef Maximilian geboren.
Auch wenn sein nicht zu übersehendes Zeichentalent bereits in der Kindheit zutage trat, konnte Maximilian Florian, vor allem bedingt durch eine Krankheit seines Vaters nicht studieren, sondern musste als Lehrling in ein Lebensmittelgeschäft eintreten. Auf Grund seiner zarten Konstitution hielt er diese Lehre aber nicht durch und so wechselte er im Jahre 1916 im Alter von 15 Jahren ins Goldschmiedhandwerk über.
Nach dem Ersten Weltkrieg freundete sich Florian mit dem Kärntner Maler Ernst Riederer an, der ihn förderte und ihm ein Stipendium an der Akademie der bildenden Künste in Wien verschaffte. So studierte Florian in den Jahren von 1922 bis 1930 unter Karl Sterrer und Rudolf Bacher.
Im Jahre 1934 wurde Florian Augenzeuge der Februarkämpfe. Unter diesen Eindrücken schuf er ein Schlüsselbild der österreichischen Zwischenkriegszeit, nämlich Die Revolution. Es zeigt die Verteidigung des Engelsplatzhofes, also eines Wiener Gemeindebaues in Wien-Brigittenau durch Einheiten des Schutzbundes. Die „Revolution“ wird von einer Frau im roten Kleid dargestellt, die von einem Sterbenden von hinten umklammert und in den hinteren Bildraum gezogen wird, wo weitere Tote und Verwundete liegen. Das Gemälde befindet sich heute in der Dauerausstellung des Heeresgeschichtlichen Museums (Saal „Republik und Diktatur“) in Wien. Ebendort ist auch das Gemälde Der brennende Stephansdom ausgestellt, das erst 1960, einige Jahre nach dem persönlichen Erlebnis, entstanden war.
Maximilian Florian malte Landschaften, Stillleben, Figurenkompositionen und Porträts, wobei er sich stilistisch an den expressiven Realismus des Herbert Boeckl, einen der Hauptvertreter der österreichischen Moderne, anschloss. Regine Schmidt schreibt im Katalog zur Florian-Ausstellung 1990 in der Österreichischen Galerie über die Stillleben des Malers: „Eine Verbindung von Akt und Stilleben findet sich im ‚Liegenden Akt‘ von 1930 (eigentlich: Das rote Bett, Anm.), der im Flächigen und dem dominierenden Rot an Matisse gemahnt, in der Lösung des ruhenden Aktes an sicherem Können einem Kolig nicht nachsteht: gewagt setzt Florian Rot, Gelb, Blau und Grün zueinander, Blau vor allem als Kontur verwendend.“
Und weiter: „Ebenfalls aus dem Jahre 1932 stammt das kleinformatige Bild Stilleben mit Pfeife, das nichts von Wiegele, dafür aber die Kraft von Van Gogh hat. Demus (Otto Demus, Anm.) schreibt über dieses Bild mit dem raffiniert gewählten Bildausschnitt: ‚Ganz auf Kontur und Flächenwirkung gestellt ist das folgende Bild, ein Stilleben mit kurzer Pfeife. Die farbigen Flächen sind sauber abgewogen und in ruhiger Ordnung ausgebreitet. Hier kommt dem Maler sein auf die Fläche gerichtetes dekoratives Talent zustatten’“.
Während des Zweiten Weltkriegs galt er als entarteter Künstler. 1946 war er der erste Maler, der nach dem Ende des Krieges in Wien seine Werke ausstellte (Galerie Würthle).

## Technik und Stil
„Maximilian Florian hat in seiner Kunst einen der farbigsten Beiträge zur modernen österreichischen Malerei geleistet. Seine tief empfundene lyrische Art der Darstellung zeigt eine bedeutende malerische Kultur. Für ihn sind Farben und Formen jedoch kein bloßes „Äußeres“, sondern Zeichen für eine rational nicht erfassbare Welt. Diese Erkenntnis bewirkt bei ihm jedoch keine Abkehr von der Gegenständlichkeit, vielmehr erscheint ihm diese wie Menschen, Blumen, Landschaften, Zeichen für eine Welt zu sein, die nicht durch das Zuviel des modernen Bewußtseins und Denkens deformiert ist. Die Erfahrung seines Lebens als schöpferischer Künstler erhalten eine persönliche Gestaltung, deren ästhetisch malerische Komponente, die Herkunft, die Ausbildung erkennen lässt.“ So formuliert es Kunsthistoriker und Museumsdirektor Wilhelm Mrazek bei der Werkausstellung 1973 im Museum für Angewandte Kunst.
Öl, Aquarell und Kreidezeichnung waren seine bevorzugten Techniken. Seine Werke sind ständiger Bestandteil der Staatsgalerien und privater Sammlungen im In- und Ausland. Ohne allzu deutlicher Kritik, aber in erschütternder Wahrheit stellt er in seinen Bildern soziale Missstände und schwerwiegende Ereignisse dar, Wiener Revolution 1935, Der brennende Dom 1945 und Schwangere Frau, um nur einige Werke zu nennen. In seinen Landschaften, Stillleben und Porträts zeigt er neben seiner enormen Vitalität der Farben eine weit über das Thema hinausgehende malerische Verinnerlichung. Unter seinen sakralen Bildern sei wohl eines seiner späten Werke Die Auserwählten des Lebens (Abendmahl) genannt.
Der Expressionismus des Maximilian Florian zeigt Alter und Tod mit der gleichen Eindringlichkeit wie jener des Herbert Boeckl. Vor allem die Ölfarbe und die Technik der Ölmalerei spielte für Florian von Beginn an eine tragende Rolle. Er schuf aber auch Aquarelle, Zeichnungen und Plastiken. Weiters beschäftigte er sich mit Kunsthandwerk, u. a. mit der Herstellung von Marionetten.

## Ausstellungen und Auszeichnungen
Florian beschickte zahlreiche Ausstellungen, u. a. in Wien (1946), die II. Internationale Schau sakraler Kunst in Triest (1966), vielfache Ausstellungen in Klagenfurt (u. a. 1967 und 1971 im Künstlerhaus Klagenfurt). 1973 zeigte er gemeinsam mit seiner Tochter Henriette eine umfangreiche Werkausstellung im Museum für Angewandte Kunst. Ein Jahr vor seinem Tod stellte er 1981 im Historischen Museum der Stadt Wien einige Werke aus. 1990 erfolgte eine Gedächtnisausstellung in der Österreichischen Galerie Belvedere.
Florian wurde für seine Leistungen vielfach ausgezeichnet. In jungen Jahren erhielt er den Österreichischen Staatspreis für Grafik (1935) und bildende Kunst (1936). In den 1950er Jahren wurde ihm der Theodor-Körner-Preis überreicht. Für sein großformatiges Bild Die Auserwählten des Lebens (Abendmahl) verlieh ihm Papst Paul VI. 1967 die Goldmedaille von Jerusalem für Verdienste um die sakrale Kunst. Am 16. Dezember 1971 wurde ihm die Ehrenmedaille der Bundeshauptstadt Wien in Silber überreicht.
Bilder Maximilian Florians besitzen u. a. die Graphische Sammlung der Albertina, die Österreichische Galerie, die Sammlung Leopold, die Sammlung Hans Dichand und die „Sammlung Dr. L. Pressburger in Los Angeles, Kalifornien.“. Als der mit Florian befreundete Jurist und Sammler Dr. Pressburger nach Amerika emigrierte, tauschte er ein Hammerklavier der Firma Johann Fritz, das einst Franz Grillparzer gehört hatte und auf dem auch Ludwig van Beethoven gespielt haben soll, gegen einige Bilder Florians.

## Tod und Nachwirken
Maximilian Florian verstarb am 24. Jänner 1982 in Klosterneuburg-Weidling. Maximilian Florian hatte zwei Söhne, Ernst und Paul, und eine Tochter, Henriette Florian, die ebenfalls Künstlerin wurde.
"Die Bedeutung des künstlerischen Schaffens von Maximilian Florian reicht weit über seine Lebensspanne hinaus. Entgegen den Zeitströmungen blieb er seinem Künstlertum treu. Ein wesentlicher Grund, dieses Werk zu vertreten und weiterzutragen, ist die geistige, ästhetische und verantwortungsvolle Einstellung der beiden Künstler gegenüber der Kunst und der Schöpfung. Der Mensch in seiner Individualität und die Natur in ihrem kosmischen Werden finden in ihrem Werk ein zentrales Anliegen. In ihrem Schaffen steht die Würdigung alles Seienden in seiner Wahrheit und Schönheit, die keine Verletzung zulässt."

## Werke (Auszug)

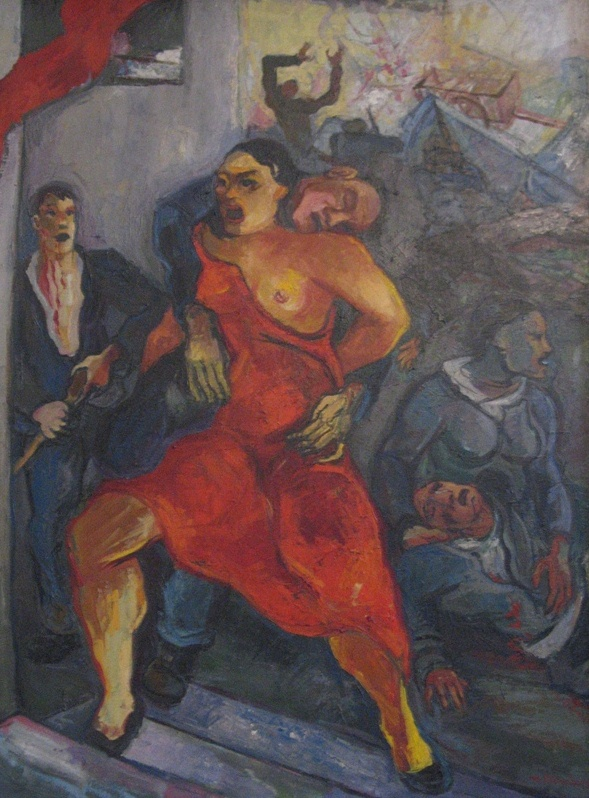
Wiener Revolution 1935

- Das rote Bett, 1930, Öl auf Leinwand, 54 × 82 cm, bez. li. u.: M Florian 1930, Sammlung Florian, Wien
- Stilleben mit Pfeife, 1932, Öl auf Leinwand, 45 × 40 cm, bez. li. u.: Florian 32, re. u.: Wien, Sammlung Florian, Wien
- Wiener Revolution 1935, Öl auf Leinwand, 90 × 70 cm, Heeresgeschichtliches Museum, Wien
- Der Pflug, 1953, Öl auf Leinwand, 71 × 92 cm, bez. re. u.: m. Florian, Sammlung Florian, Wien
- Der brennende Dom 1945, 1960, Öl auf Leinwand, 110 × 170 cm, Heeresgeschichtliches Museum, Wien
- Die Auserwählten des Lebens (Abendmahl), 1960, Öl auf Leinwand, 750 × 280 cm, Kapelle des Klosters St.Rafael, Wien
- Der blaue Berg, 1963, Öl auf Leinwand, 130 × 100 cm, bez. re. u.: m. Florian 1963, Sammlung Florian, Wien
- Am Grab, 1977, Öl auf Leinwand, 73 × 125 cm, bez. li. u.: maximilian Florian Nov. Dez. 1977, Sammlung Florian, Wien